# کاظم‌آباد (خمین)
کاظم‌آباد، روستایی از توابع بخش کمره شهرستان خمین در استان مرکزی ایران است. 

## جمعیت
این روستا در دهستان چهارچشمه قرار دارد و براساس سرشماری مرکز آمار ایران در سال ۱۳۸۵، جمعیت آن ۱۶۶ نفر (۴۲خانوار) بوده‌است.